# 尤日內島
尤日內島（俄语：Южный остров，意譯為「南島」）是俄羅斯北面的島嶼，為新地島之南島，由阿爾漢格爾斯克州負責管轄。該島位於謝韋爾內島以南的巴倫支海，面積33,275平方公里，是全球面积排名第41位的島嶼，和海南岛面积相近。